# Кім Чан Хо
Кім Чан Хо (кор. 김창호; 1969) — уславлений південно-корейський альпініст, гімалаїст, підкорювач усіх 14 найвищих вершин світу.
Кім, який з дитинства любив подорожі, вступив до альпклубу при університеті як тільки вступив до нього, і його успіхи в альпінізмі були набагато більш значущими ніж у навчанні.
Кім вступив до Університету Сеула на кафедру торгівлі в 1988 році і закінчив його в лютому 2013 року. За минулі 25 років Кім відсунув навчання на задній план, зосередивши всі свої сили на альпінізмі.
Пояснюючи своє бажання продовжувати навчання Кім сказав:
У 1990-х роках, коли я вирішив брати участь у зарубіжних експедиціях, мені було потрібно принаймні три роки, щоб дослідити і вивчити маршрути сходження. За цей час я брав участь у трьох закордонних експедиціях, тому навряд чи міг приділити увагу навчанню. Але альпінізм це не просто лазіння по горах. Він вимагає від людини глибоких знань і здатності до прогнозування, планування та адекватної оцінки ситуації.
20 травня 2013 знаменитий 44-річний південно-корейський альпініст Кім Чан Хо успішно зійшов на вершину Евересту. Ця експедиція під назвою «Від 0 до 8848 метрів», якою керував Кім Чан Хо крім мети сходження на вершину світу без кисневих балонів ставила перед собою ще більш унікальні завдання: всі її учасники мали подолати ділянку від Бенгальської затоки на байдарці, пропливши близько 150 км; потім проїхати близько 1000 кілометрів на велосипеді і зробити завершальний 15-кілометровий трекінг до Базового табору Евересту і в кінцевому підсумку зійти на нього. Експедиція стартувала в березні 2013 р. В експедиції, крім Kim Chang-ho брали участь: Seo Sung-Ho, An Chi-Young, Oh Young-Hoon і Jeon Pruna.
Експедиція на Еверест під керівництвом Кім Чан Хо була затьмарена трагедією: один з учасників цієї південно-корейської експедиції: 33-річний Сео Санг-Хо (Seo Sung-Ho) загинув при спуску з Евересту (найвірогідніше через висотну хворобу).
З цим сходженням Кім Чан Хо встановив відразу кілька альпіністських досягнень:
1) Він став першим в Південній Кореї альпіністом піднявся на Еверест без використання кисневих балонів, при цьому вписавши свою країну в список 20 країн котрим вже вдалося це зробити.
Кім Чан Хо стає 14-ю людиною в світі, якій вдалося це зробити без кисневих балонів; та 31-им у загальному списку підкорювачів програми «14х8000».
2) Він встановив новий швидкісний рекорд подолання запеклого альпіністського завдання — «14х8000» — сходження на всі 14 восьмитисячників світу! Тепер цей час становить 7 років, 10 місяців і 6 днів!
Цей новий рекорд на 1 місяць коротший попереднього, встановленого у свій час славетним польським альпіністом Єжи Кукучка (Jerzy Kukuczka) ще в 1987 р. Тоді рекорд становив 7 років 11 місяців і 14 днів, але при цьому відзначимо, що Єжи підкорив Еверест з використанням кисневих балонів.
Кім Чан Хо був переможцем престижної альпіністської премії Золотий льодоруб Азії 2012 (Piolets D'Or Asia 2012) — Азійський еквівалент міжнародного альпіністського «Оскару», за першосходження на непальську вершину Himjung (7140 м), одну з найвищих досі нескорених вершин світу.